# Emma di Resburgo
Emma di Resburgo è un melodramma eroico in due atti di Gaetano Rossi, su musica di Giacomo Meyerbeer, andato in scena per la prima volta al Teatro San Benedetto di Venezia il 26 giugno del 1819. Si tratta della sesta opera del compositore, e della terza che scrisse per un teatro italiano.

## Cast della prima rappresentazione
| Ruolo    | Vocalità  | Interprete (Direttore d'orchestra: Giacomo Meyerbeer) |
| -------- | --------- | ----------------------------------------------------- |
| Edemondo | contralto | Carolina Cortesi                                      |
| Emma     | soprano   | Rosa Morandi                                          |
| Norcesto | tenore    | Eliodoro Bianchi                                      |
| Olfredo  | basso     | Luciano Bianchi                                       |
| Donaldo  | tenore    | Vincenzo Fracalini                                    |
| Etelia   | soprano   | Cecilia Gaddi                                         |

## Trama
Il soggetto ha luogo in Scozia, nella contea di Lanerk. Qualche tempo addietro, Rogero, conte di Lanerk fu ritrovato morto, riverso nel suo sangue, con al fianco il figlio Edemondo con un pugnale in mano. Inevitabilmente accusato di furto, il giovane fuggì con la moglie Emma e il figlioletto Elvino, mentre Duncalmo, compagno d'armi dell'estinto prese il suo posto come conte; morto questi, il titolo passò al figlio Norcesto. Elvino nel frattempo fu fatto imboscare dai genitori nel castello del buon Olfredo di Tura. L'azione inizia proprio nel castello di questi, col giungere di Norcesto che vieta al castellano di offrire asilo al parricida Edemondo. Olfredo, non convinto della colpevolezza di Edemondo, si trova poco dopo a ospitare un bardo errante, in realtà Emma in incognito, e un povero pastore, ovvero Edemondo in falsa guisa. I tre si riconoscono e gioiscono, ma il contento dura poco: infatti Norcesto, durante una festa pastorale, riconosce Elvino e per indurre i genitori a tradirsi lo fa imprigionare. Subito Emma si fa avanti e viene anch'essa catturata, mentre Edemondo viene trattenuto da Olfredo. Il conte offre alla donna libertà e salvezza a costo di svelargli l'ubicazione di Edemondo, ma Emma coraggiosamente rifiuta; poco dopo, tuttavia, Edemondo, stanco della sua vita fuggitiva, si fa avanti, proclamando la sua innocenza. Ma le sue proteste non valgono a nulla, perché il giovane è rapidamente condannato a morte. Tuttavia, Norcesto pare esitante nel segnare la sentenza, ed Emma lo accusa di essere il reale carnefice di Rogero. Norcesto rifiuta sdegnato le accuse e segna la sentenza, che dovrà tenersi sulla tomba di Rogero. Ma poco prima dell'esecuzione, Norcesto, tormentato dai rimorsi della coscienza, si fa avanti e svela che l'assassino di Rogero è Duncalmo, portando come prova una lettera segnata dal defunto padre. Tutti gioiscono, e Edemondo è eletto Conte di Lanerk.

## Struttura musicale
- Sinfonia

### Atto I
- N. 1 - Introduzione Dal suo placido riposo (Olfredo, Coro, Etelia, Norcesto)
- N. 2 - Cavatina Sulla rupe trista e sola (Emma, Coro, [Olfredo, Etelia])
- N. 3 - Cavatina Ciel pietoso, tu che vedi (Edemondo)
- N. 4 - Terzetto Ah! Tu vivi... non deliro (Emma, Edemondo, Olfredo)
- N. 5 - Coro e Finale I Il piacer aleggi intorno - Quai sembianze! (Coro, Emma, Norcesto, Edemondo, Olfredo, Donaldo, Etelia)

### Atto II
- N. 6 - Aria Ah! Che il ciglio alzar non oso (Norcesto, Coro)
- N. 7 - Aria Ah! Mirate quel sembiante (Edemondo, [Emma], Coro)
- N. 8 - Coro Si decida: giustizia... rigore
- N. 9 - Duetto Giura, se il cor ti regge (Emma, Norcesto)
- N. 10 - Aria Odo una voce al core (Olfredo)
- N. 11 - Aria Finale Il dì cadrà (Emma, Coro, [Norcesto, Edemondo, Etelia, Olfredo, Donaldo])